# Nachtdierenhuis
Een nachtdierenhuis, ook wel noctuarium (van Latijn nox = nacht) genoemd, is een gebouw in een dierentuin waarin nachtactieve diersoorten worden gehouden. In een nachtdierenhuis zijn dag en nacht kunstmatig verwisseld: overdag wordt door middel van verduistering gezorgd voor “nacht” zodat de dieren gestimuleerd worden om actief te zijn gedurende de bezoekuren, terwijl tijdens de nacht door middel van lampen een kunstmatige “dag” wordt gemaakt.
Over het algemeen worden kleine en middelgrote zoogdieren zoals halfapen, vleermuizen, knaagdieren, klimbuideldieren, tandarmen, kleine roofdieren en aardvarkens in een nachtdierenhuis gehouden. Daarnaast houden sommige dierentuinen ook nachtactieve vogels zoals kiwi's, uilen en nachtzwaluwen, reptielen, amfibieën, vissen en geleedpotigen.

## Nachtdierenhuizen in Nederland en België

### Artis

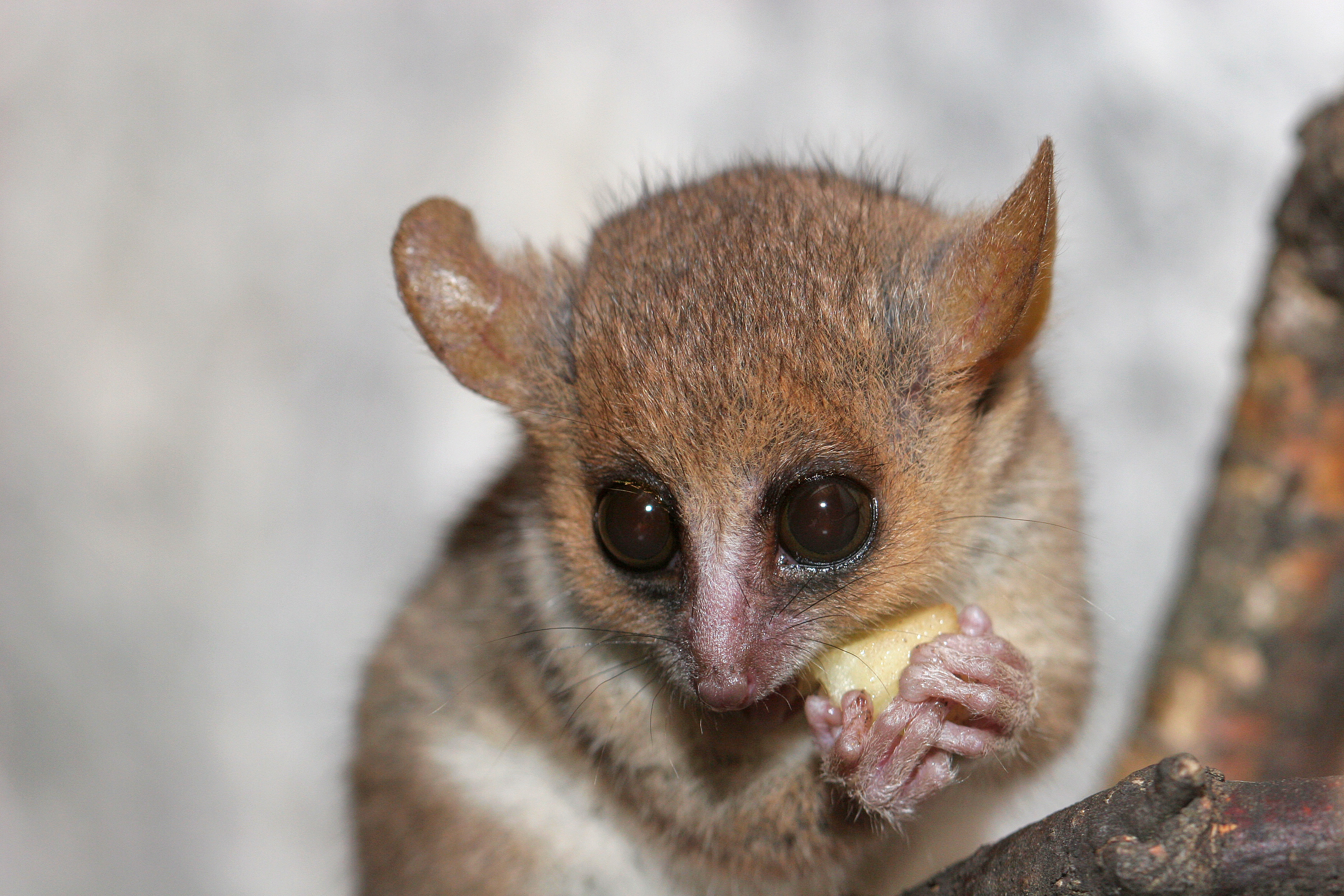
Dwergmuismaki in Artis

In Europa was Natura Artis Magistra een van de voorlopers op het gebied van nachtdierenhuizen voor de huisvesting van nachtactieve zoogdieren.

#### Stinkhuis en Vossegang
In de eerste jaren van Artis werden kleine zoogdieren op diverse plaatsen in de tuin gehouden. Aan het einde van de negentiende eeuw bevond zich in het midden van de tuin het eerste gebouw dat verschillende kleine zoogdieren huisvestte en dit gebouw stond bekend als het “Stinkhok”.
In 1900 werd een nieuw en groter gebouw voor kleine zoogdieren gebouwd ten oosten van de zuidelijke vijver op de plek waar zich voorheen de volières voor pauwiezen en andere hoendervogels bevonden. Tegenwoordig is deze locatie het westelijke deel van de Pampa. Het was een langwerpig gebouw met een lange rij kooien aan beide zijden met binnen kleine nachtverblijven. Dit gebouw kwam bekend te staan als de “Vosse(n)gang”, terwijl ook namen als “Pullmancar” en “Stinkhuis” wel gebruikt werden. Een groot aantal zoogdiergroepen was in de loop der jaren te zien in de Vossegang: mierenegels, buideldieren zoals boomkangoeroes en wombats, vleermuizen, halfapen, kleine apen, aardvarkens, reuzenschubdieren, reuzenmiereneters, knaagdieren zoals stekelvarkens, chinchilla's en agoeti's, kleine roofdieren en kleine antilopen. Een tweetal bijzondere kleine zoogdieren die in de eerste helft van de twintigste eeuw in Artis werd gehouden, was overigens niet in de Vossegang te zien: een gewone vachtegel leefde van 1911 tot 1920 in de “Ronde Kas”, terwijl in het voormalige café “Eik en Linde” (beter bekend als het Wolvenhuis) van 1914 tot 1937 een vingerdier werd gehouden.
Halverwege de jaren zeventig was de Vossegang sterk verouderd en in de loop der jaren hadden er vele reparaties plaatsgevonden. Niet alleen materiaaltechnisch was het gebouw aan vervanging toe, ook diertechnisch voldeed het niet meer aan de veranderde eisen die inmiddels werden gesteld aan huisvesting van dieren. De mogelijkheid tot de bouw van een nieuw onderkomen voor kleine zoogdieren werd gevonden na de afbraak van het monumentale maar volkomen uit de tijd geraakte “Berenpaleis” in het centrum van de dierentuin.
In 1977 werd het huidige Kleine Zoogdierenhuis gebouwd ter vervanging van de Vossegang. Centraal in het Kleine Zoogdierenhuis kwam een grote warme vochtige plantenkas voorzien van een waterval, een beekje en tropische planten, waar enkele verblijven omheen werden gegroepeerd. Langs de buitenrand kwamen binnen- en buitenverblijven, waarbij aan één zijde de nadruk kwam te liggen op bosbewoners en in de tegenoverliggende rij verblijven zoogdieren werden gehuisvest die min of meer gebonden zijn aan droge en zandachtige streken. De verblijven werden zo veel mogelijk met natuurlijk materiaal ingericht.

#### Wereld der Duisternis
Onder leiding van directeur Ernst Frederik Jacobi ontwikkelde Artis zich vanaf eind jaren vijftig tot een van de soortenrijkste dierentuinen van Europa. Ook op het gebied van de kleine zoogdieren en nachtdieren waren er belangrijke ontwikkelingen in de periode-Jacobi, zowel wat betreft de huisvesting van de dieren als de gehouden soorten. In 1961 werd in het voormalige buitenhuis “Laanzicht”, waarin zich tegenwoordig de binnenverblijven van de helmkasuarissen bevinden, voor het eerst geëxperimenteerd met het houden van nachtdieren met een omgekeerd dag-nachtritme waarbij de verblijven ’s nachts verlicht werden en overdag donker werden gehouden.
In 1963 opende Artis ter gelegenheid van het 125-jarig bestaan van de dierentuin als een van de eerste Europese dierentuinen een nachtdierenhuis. De “Wereld der Duisternis” bevond zich op benedenverdieping van het gebouw van de Artis Bibliotheek aan de Plantage Middenlaan tegenover het Eenhoevigenhuis. Tot 1920 had de benedenverdieping gediend als zebrastal en de laatste quagga overleed daar op 12 augustus 1883. Onder meer klimbuideldieren, Senegal-galago's, plompe lori's, nachtapen, vleerhonden, kinkajoes, loewakken, dwerggordeldieren, aardvarkens, vliegende eekhoorns, boomstekelvarkens, springhazen en uilnachtzwaluwen werden in de Wereld der Duisternis ondergebracht. In de jaren zestig kenden de Wereld der Duisternis enkele bijzondere geboortes, zoals de succesvolle voortplanting van de schubdieren en wereldprimeurs bij het aardvarken (1969) en de angwantibo (1963).

#### Jungle by Night
Bij de restauratie van de Artis-bibliotheek in 1989 verdween de Wereld der Duisternis. In 1995 werd op de begane grond van het museumgebouw De Volharding een nieuw nachtdierenhuis geopend, de “Jungle by Night”. De Jungle by Night richtte zich aanvankelijk op het nachtelijke dierenleven van het Zuid-Amerikaanse regenwoud. De westelijke zijde van dit nieuwe nachtdierenhuis was vormgegeven als een riviertje in het regenwoud, waar brilkaaimannen, schildpadden, amfibieën en vissen werden gehouden. Aan de oostelijke zijde lagen drie grote verblijven. Het eerste verblijf omvatte een grotgewelf en werd bewoond door brilbladneusvleermuizen. De andere twee verblijven lagen rondom een overwoekerde tempelruïne. Nachtapen, agoeti's en gordeldieren bewoonden deze twee verblijven. Rondom het grootste verblijf bevonden zich in de rotswanden enkele kleine terraria voor geleedpotigen. In de latere jaren waren er ook nachtdieren uit andere gebieden te zien in de Jungle by Night, zoals koeskoezen en potto's. In 2011 werd de Jungle by Night gesloten na de verhuizing van verschillende dieren naar het vernieuwde Apenhuis.

### Blijdorp
In Diergaarde Blijdorp diende van 1968 tot 2004 het Henri-Martinhuis, vernoemd naar de eerste directeur van de dierentuin, als nachtdierenhuis. Aan de buitenrand van het gebouw waren kleine primaten zoals maki's, franjeapen, langoeren en withandgibbons ondergebracht.

#### Opening
Halverwege de jaren zestig ontstonden de plannen voor een nieuw gebouw voor apen en nachtdieren. Destijds waren de apen verspreid over allerlei gebouwen ondergebracht en vaak slecht of niet zichtbaar voor het publiek. Er bestond een grote behoefte om de apen in een apart verwarmd gebouw goed zichtbaar voor het publiek te huisvesten. In september 1967 werd begonnen met de bouw en bijna een jaar later werd het nieuwe Nachtdieren- en apenhuis officieel voor het publiek geopend. "Vrienden van Blijdorp" ondersteunde de bouw met een bijdrage van 44.185 gulden. Het gebouw had twee afdelingen. De ene afdeling bestond uit een centrale hal met rondom apenverblijven. Boven op de binnenverblijven en midden in de hal werd beplanting aangebracht. De hele hal was zeer licht door een glasgevel boven in het gebouw. Aan de zuidkant van het gebouw waren drie grote binnenverblijven verbonden met drie even grote buitenverblijven. De westzijde had zeven kleinere binnenverblijven met een buitenverblijf. Op de zuidwesthoek was een middelgroot binnenverblijf met een groot buitenverblijf voor de gibbons. De verbinding tussen binnen- en buitenverbljven liep over de dieper liggende dienstgang. Het hekwerk van de verblijven was van roestvrij staal. De andere afdeling van het gebouw, het nachtdierengedeelte, was te bereiken via een dubbele doorgang vanuit het apenverblijf. Deze afdeling bevatte elf verblijven, van elkaar en het publiek gescheiden door glas. In het nachtdierengedeelte heerste een omgekeerd dag-nachtritme, waarbij het in de ochtend schemerig werd en in de avond licht.
In 1970 werd ingenieur Dick van Dam directeur van Blijdorp. Hij had veel belangstelling voor zeldzame diersoorten, in het bijzonder kleine katten, en Van Dam begon al snel overal ter wereld dieren te verwerven. Helaas was de huisvesting van de meeste dieren in deze periode allesbehalve optimaal. Verder stimuleerde Van Dam de wetenschappelijke benadering in Blijdorp en was hij samen met Artis-directeur Bart Lensink de initiatiefnemer van de eerste goed georganiseerde internationale fokprogramma's. Op nachtdierengebied kwamen begin jaren zeventig onder meer aardvarkens en witbuikschubdieren naar Blijdorp. Onder Van Dam bouwde Blijdorp met name een indrukwekkende collectie buideldieren op, mede door de Notogaea-tentoonstelling die van november 1977 tot maart 1978 in Blijdorp werd gehouden over de flora en fauna van Australië, Nieuw-Guinea en Nieuw-Zeeland. Voor deze tentoonstelling kwamen verschillende vogelsoorten en diverse buideldieren naar de dierentuin. Bij zeer hoge uitzondering verleende de Nieuw-Zeelandse regering destijds toestemming twee Noordereilandkiwi's uit te voeren en met de komst van deze vogels in november 1977 werd Blijdorp de enige Europese dierentuin met kiwi's in de collectie. Na afloop van de tentoonstelling bleef een groot deel van de dieren in Blijdorp. Veel buideldieren werden ondergebracht in het Nachtdieren- en apenhuis of in de nabijgelegen kangoeroeverblijven. In het nachtdierenhuis werden onder meer buidelmarters, buideldassen en zuidelijke breedneuswombatten.

#### Renovatie
In 1981 werd gestart met een renovatie van het Nachtdieren- en apenhuis. Er werd een tussenvloer in het gebouw aangebracht, waardoor een nieuwe verdieping ontstond die in gebruik werd genomen door de wetenschappelijke afdeling. Verder werden de apenverblijven vergroot, van schuine glasafscheidingen voorzien aan de publiekszijde en opnieuw ingericht. Ook werd de nachtdierenafdeling uitgebreid met enkele verblijven. Bovendien werden de verblijven natuurlijker ingericht. Voorheen waren de dieren altijd goed te zien in de kale glazen vitrines. Omdat er voor de dieren geen of nauwelijks schuilgelegenheden waren, kwam dit het welzijn van de dieren, inclusief de voortplanting, niet ten goede. In mei 1982 werd het tot Henri Martinhuis omgedoopte gebouw door Prins Bernhard heropend.

#### Sluiting
Uiteindelijk verloor het Henri Martinhuis de functie als huisvesting van apen en nachtdieren. Ondanks regelmatig uitgevoerde kleinere en grotere aanpassingen voldeden het gebouw en de verblijven niet meer aan de eisen van de huidige tijd. Bovendien paste de thematische aanpak ook niet in het Masterplan, waarbij de dieren in geografisch georiënteerde parkdelen zouden worden gaan gehouden in ruime en natuurlijk ogende verblijven. Een verbouwing tot Madagascarhuis werd aanvankelijk gesuggereerd, maar uiteindelijk werd het Henri-Martinhuis in 2004 grondig verbouwd tot het kantoor van de levende have en de veterinaire afdeling. Door een grote ruit is de ruimte waar de dierenarts werkt voor het publiek zichtbaar. De laatste nachtdieren vertrokken naar andere dierentuinen en de primaten werden elders in Blijdorp ondergebracht.
Momenteel heeft Blijdorp geen nachtdierenhuis meer. Er waren plannen voor een nieuwe nachtdierenafdeling in Blijdorp als onderdeel van "Amazonica", een koepelvormige regenwoudhal in het Amerikaanse parkdeel. Er werd een donker gedeelte voor nachtdieren gepland, maar door geldgebrek werd "Amazonica" uiteindelijk beperkt tot één hal om met name de collectie vlinders en bromelia's onder te brengen.

### Dierenpark Amersfoort
Sinds 2003 heeft Dierenpark Amersfoort "De Nacht", een nagemaakt nachtelijk regenwoud met nachtdieren. "De Nacht" omvat drie grote ruimtes waarin de bezoekers via een pad of loopbrug door het verblijf heen en tussen de dieren door lopen. Daarnaast zijn er enkele afzonderlijke kleinere verblijven. Bij de opening was "De Nacht" biogeografisch ingedeeld met een gebouwdeel voor Afrikaanse dieren zoals galago's en kwaststaartstekelvarkens, enkele afzonderlijke verblijven voor soorten uit Madagaskar zoals dwergmuismaki's en votsotsa's, een gebouwdeel voor Australaziatische soorten zoals voskoesoes en kwaststaartratkangoeroes, en een gebouwdeel voor neotropische soorten zoals tweevingerige luiaards en nachtapen. Later werd deze biogeografische indeling verlaten en werden de verschillende soorten gemixt gehuisvest in de drie gebouwdelen van "De Nacht".

### Andere Nederlandse dierentuinen
Tot het einde van de jaren negentig bevond zich in Burgers Zoo achter de Pinguïnrots bij de ingang van de dierentuin een klein nachtdierenhuis. Tegenwoordig zijn delen van de Desert en Bush ingericht voor nachtdieren zoals vleermuizen, aardvarkens, Noord-Amerikaanse katfretten, gestreepte skunks en kitvossen.
In Dierenpark Emmen was een verduisterd deel van het AmeriCasa, een gebouw gericht op het Zuid-Amerikaans regenwoud, ingericht als verblijf voor nachtdieren zoals rolstaartberen, nachtapen, gordeldieren en tweevingerige luiaards.

### Zoo Antwerpen
Het nachtdierenhuis “Nocturama” van Zoo Antwerpen werd net als het nachtdierenhuis van Artis gebouwd en geopend ter gelegenheid van het 125-jarig bestaan van de dierentuin in 1968. Het Nocturama maakte deel uit van het “Jubileumcomplex”, dat verder de roofdierverblijven, de roofvogelvolières en het Aquaforum omvatte. Aanvankelijk bevatte het Nocturama 26 kleine verblijven met 35 soorten zoogdieren, zoals halfapen, vleerhonden, knaagdieren, buideldieren, luiaarden, kleine beren, civetkatten, aardvarkens en kleine hoefdieren.
In 2005 werd het Nocturama uitgebreid gerenoveerd, waarbij de vele kleine verblijven werden omgebouwd tot zeven grote biotoopverblijven: Andesgebergte met viscacha's, Afrikaanse savanne met aardvarkens en Senegal-galago’s, Australisch mangrovegebied met visratten en suikereekhoorns, Zuidoost-Aziatisch regenwoud met slanke lori's en kleine kantjils, Zuid-Amerikaans regenwoud (twee verblijven) met boommiereneters, tweevingerige luiaarden, gordeldieren en nachtapen, en een vleermuizengrot met Nijlvleerhonden. In de nieuwe verblijven is met planten en nagemaakte rotsen van spuitbeton gezorgd voor een zo natuurgetrouwe leefomgeving waarin meerdere soorten samenleven. De verblijven zijn voorzien van geklimatiseerde luchtcirculatie en -verwarming, waardoor in koudere periodes de minimumtemperatuur niet onder de 24°C daalt. De dieren leefden twaalf uur bij “maanlicht” en twaalf uur bij “zonlicht”. Het verschil tussen dag en nacht wordt zo groot mogelijk gemaakt zodat de dieren hun dag- en nachtritme perfect kunnen regelen. In 2019 sloot het Nocturama bij de verbouwing van het Jubileumcomplex voorgoed zijn deuren.

## Nachtdierenhuizen in Duitsland
Verschillende Duitse dierentuinen hebben een nachtdierenhuis. De twee grootste nachtdierenhuizen zijn die van Zoo Frankfurt en Zoo Berlin. Kleinere nachtdierenhuizen bevinden zich in onder meer in Saarbrücker Zoo (in het Giraffenhaus), Tierpark Gotha (in de Fasanerie) en Wilhelma in Stuttgart.

### Zoo Frankfurt

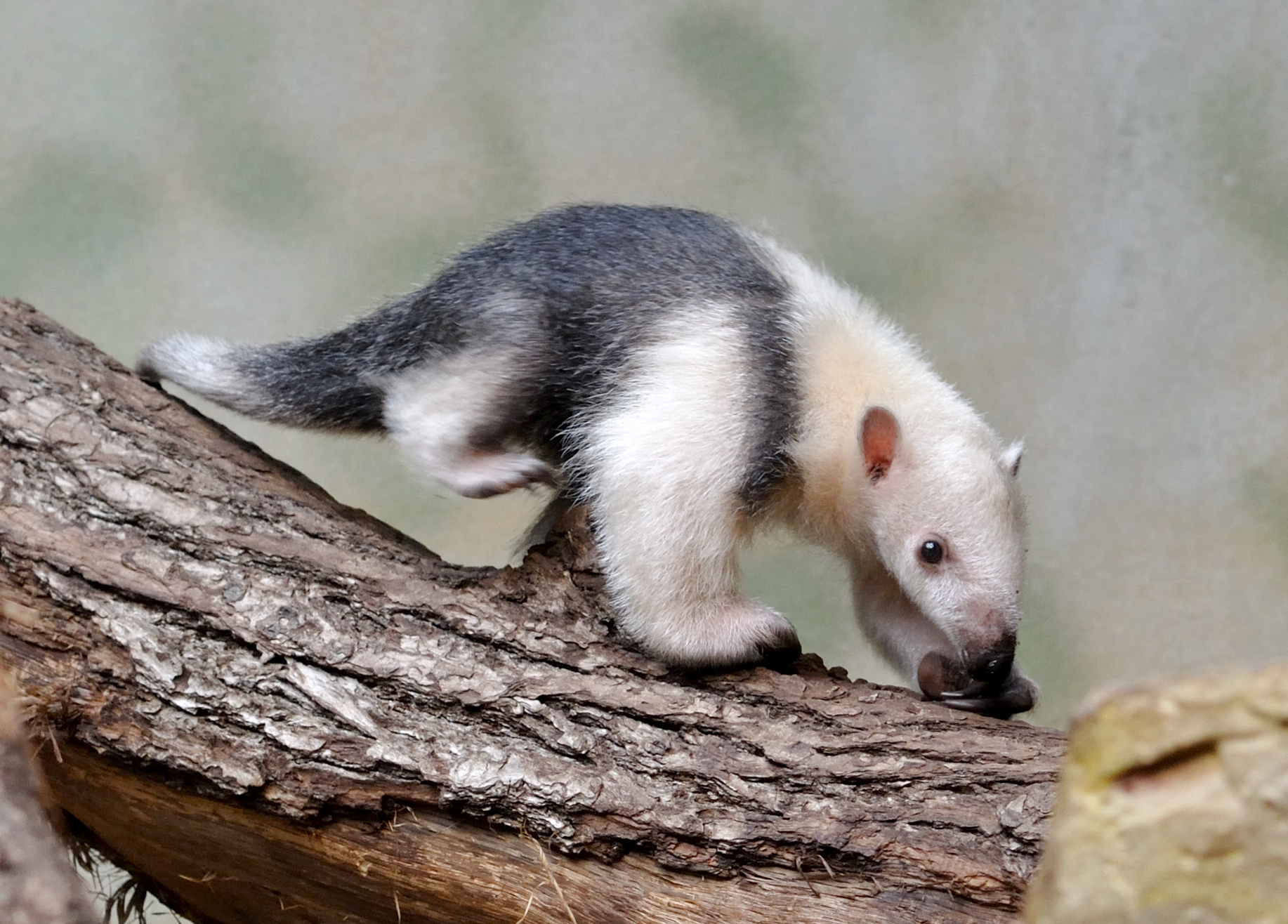
Zuidelijke boommiereneter in Zoo Frankfurt

Het Grzimek-Haus van Zoo Frankfurt is het grootste nachtdieren- en kleine zoogdierenhuis ter wereld. Het gebouw werd geopend in 1978 en het is vernoemd naar Prof. Dr. Bernhard Grzimek, natuurbeschermer en tevens oud-directeur van Zoo Frankfurt. Het Grzimek-Haus omvat naast een deel voor nachtdieren ook een gedeelte met dagactieve kleine zoogdieren. In het nachtdierenhuis van Zoo Frankfurt geldt een dag-nachtritme dat tien uur verschoven is ten opzichte van het werkelijke dagverloop. Voorafgaand aan de opening van het Grzimekhaus werd vanaf 1962 geëxperimenteerd met twee kleine verblijven met een omgekeerd dag-nachtritme in het Niederaffenhaus, waar galago's en koeskoezen werden gehouden. In 1964 werden ook in het Giraffenhaus twee van zulke verblijven ingericht. Egeltenrekken, potto's en koeskoezen bewoonden de verblijven in het Giraffenhaus, galago's en spookdiertjes waren ondergebracht in de verblijven in het Niederaffenhaus. Het Grzimekhaus werd in 1978 geopend ter vervanging van het Kleinsäugerhaus uit 1899 na een bouwtijd van vele jaren. Zowel architectonisch als technisch is het Grzimekhaus een uiterst ingewikkeld gebouw, waarin elk verblijf zijn eigen klimaatregeling heeft. Tot de uitgebreide collectie nachtdieren (zowel zoogdieren als vogels) behoren onder meer enkele soorten soorten die zelden in dierentuinen te zien zijn zoals het vingerdier, de mierenegel, de kamstaartbuidelrat en de noordelijke bruine kiwi. Van laatstgenoemde soort heeft Zoo Frankfurt de succesvolste kweekgroep buiten oorsprongsland Nieuw-Zeeland. In het verleden zijn ook verschillende soorten te zien geweest in het Grzimekhaus die tegenwoordig niet meer in westerse dierentuinen worden gehouden, zoals de pacarana, het Filipijns spookdier en de bandcivetkat.

### Zoo Berlin
In Zoo Berlin bevindt zich sinds 1975 in de kelder van het Raubtierhaus het Nachttierhaus. Aanvankelijk bevatte het Nachttierhaus een groot aantal kleine en middelgrote verblijven waarin een groot aantal nachtactieve zoogdiersoorten werden gehouden, waaronder soorten die zelden in dierentuinen te zien zijn zoals de aardwolf, de zorilla, de gestreepte buideleekhoorn, fluithazen en lemmingen. In 2007 werd het Nachttierhaus uitgebreid verbouwd, waarbij de kleinere verblijven werden omgebouwd tot een aantal grote verblijven. In de nieuwe verblijven is met planten en nagemaakte rotsen gezorgd voor een zo natuurgetrouwe leefomgeving waarin meerdere soorten samenleven. Het grootste verblijf representeert een Afrikaans savannelandschap en wordt bewoond door aardvarkens, springhazen en galago's. Van de overige gehouden soorten geldt de gewone vampier als zeldzaamheid in dierentuinen. Tot 2015 werd ook het vingerdier gehouden in het Nachttierhaus.

### Tierpark Hellabrunn
In het Vogelhaus van Tierpark Hellabrunn bevindt zich sinds 1993 "Villa Dracula". Vanaf de opening in 1960 werden in het zogenoemde Horten-Haus overwegend kleine zoogdieren gehouden, maar in 1974 jaar werd het gebouw omgebouwd tot vogelhuis. Bijna twintig jaar later kwam er met "Villa Dracula" een klein gebouwdeel voor nachtdieren en grottenbewonende soorten, zoals brilbladneusvleermuizen, holenkrekels, holenzalmen, axolotls en knaagdieren.

## Nachtdierenhuizen in Oost-Europa

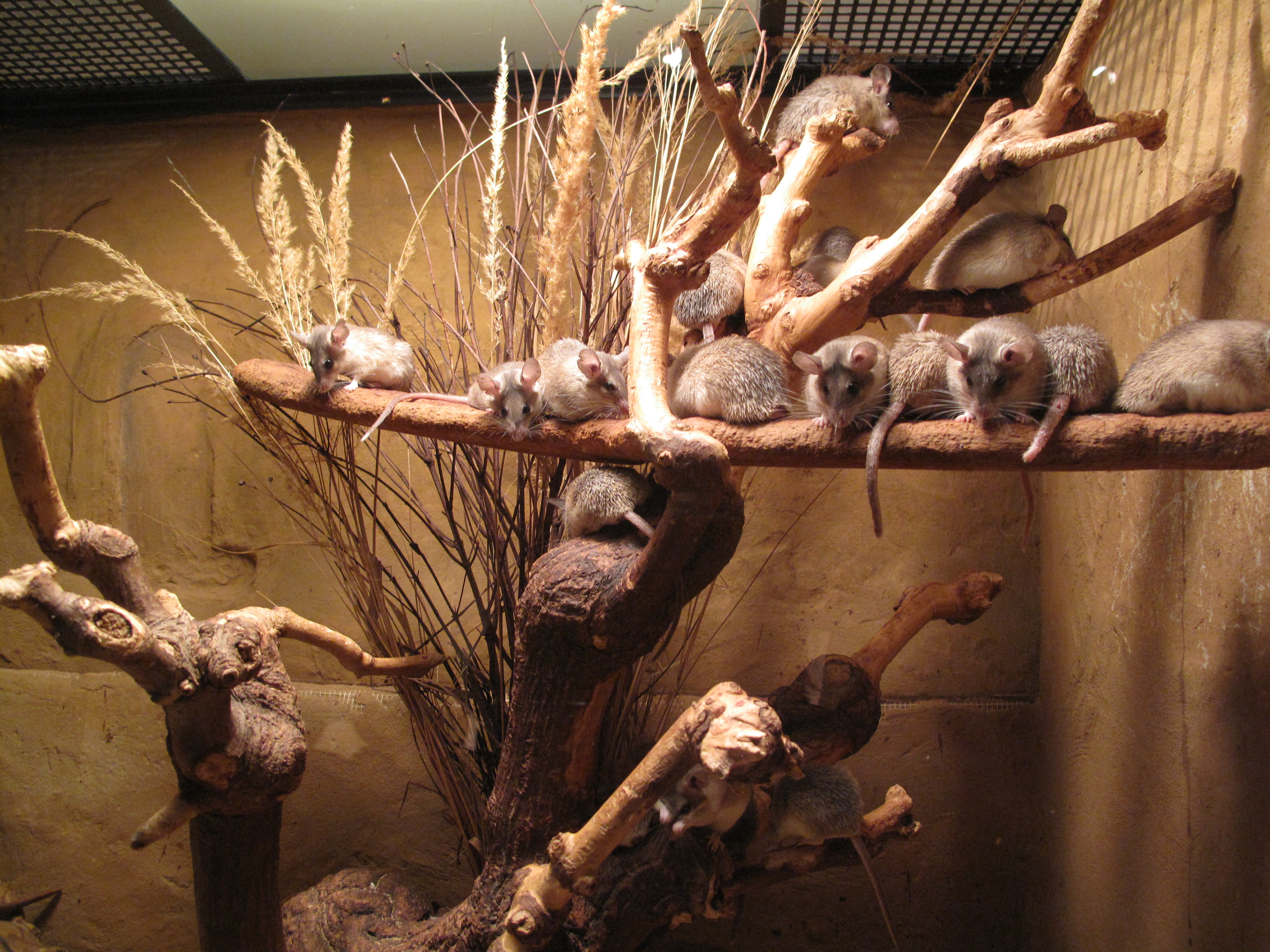
Stekelmuizen in het parkdeel "Afrika Zblizka" van Zoo Praha

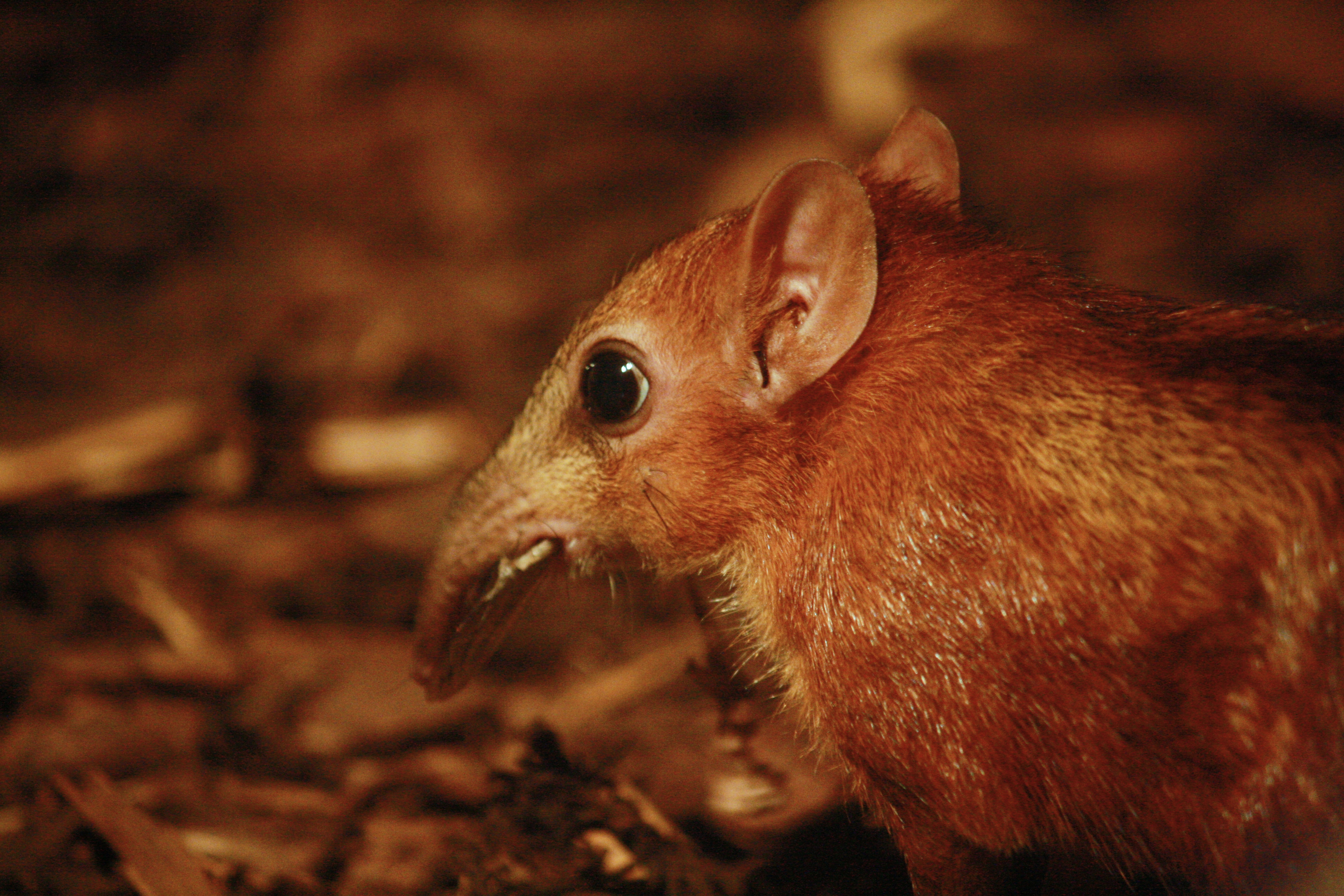
Gevlekt slurfhondje in het parkdeel "Afrika Zblizka" van Zoo Praha

### Moskovskiy Zoopark
De dierentuin van Moskou heeft het grootste nachtdierenhuis van Rusland en een van de grootste van Europa. Het werd in mei 1996 geopend onder de naam "Nochnoy Mir" ("Nachtelijke Wereld") met als voornaamste aandachtspunt het tonen van knaagdieren in een gebouw met een omgekeerd dag-nachtritme. Daarnaast werden ook andere zoogdiersoorten gehuisvest in het nachtdierenhuis. Het gebouw werd verdeeld in veertien verblijven, elk gericht op een specifiek habitat met de bijbehorende nachtactieve fauna. De verblijven werden ingericht met planten en stenen. 
De helft van de verblijven representeert Russische en Centraal-Aziatische habitats: "Kopet-Dag" (Perzische woestijnmuis), "Bektau-Ata" (fluithaas, woelmuis), "Karakumas" (Chinese renmuis), Centraal-Aziatische woestijn (grote paardenspringmuis), rietmoeras (dwergmuis), loofbos (zevenslaper, grote bosmuis) en taiga (Europese vliegende eekhoorn, Europese egel). De andere helft van de verblijven toont exotische soorten: "Andes" (chinchilla, degoe), Amerikaanse woestijn (cactusmuis, viscacha), Australische woestijn (kowari), savanne (slurfspitsmuis, Afrikaanse slaapmuis), Afrikaanse woestijn (springhaas, Egyptische stekelmuis), regenwoud (groene acouchy, rotsmoko, vijfstrepige palmeekhoorn, kleine egeltenrek, grote kantjil, vliegende buidelmuis, gestreepte buideleekhoorn, huisbuidelspitsmuis) en bebost ravijn (Nijlroezetvleerhond).

### Zoo Praha
Zoo Praag heeft geen afzonderlijk nachtdierenhuis. Daarentegen zijn delen van twee gebouwen ingericht voor nachtactieve diersoorten. In de "Indonéská Džungle" ("Indonesische Jungle") bevindt zich het nachtdierengedeelte voor soorten uit Zuidoost-Azië en Australazië met klimbuideldieren, waaronder de enige Mullerwallabies in een Europese dierentuin, Chinese zonnedassen, Filipijnse palmmarters, plompe lori's, vleerhonden, reuzenschorsratten en Javaanse wrattenslangen. Het andere nachtdierengedeelte is onderdeel van "Afrika Zblizka" ("Afrika Dichtbij"). Onder meer Senegal-galago’s en diverse soorten knaagdieren zijn hier te zien.

### Zoo Plžen
Zoo Pilsen is biogeografisch ingedeeld en in de verschillende parkdelen bevinden zich meerdere gebouwen of gebouwdelen waar nachtdieren worden gehouden. Tenreks, dwergmuismaki's, votsotsa's, vleerhonden en slangen bewonen het nachtgedeelte van het gebouw voor diersoorten uit Madagaskar. In het naastgelegen gebouw voor Afrikaanse fauna bevindt zich een deel voor nachtactieve knaagdieren, vleerhonden, galago's en kleine roofdieren zoals hausagenetkatten en gevlekte bunzings. In de neushoornstal worden de oriëntaalse soorten gehouden, in het bijzonder Filipijnse knaagdiersoorten zoals reuzenschorsratten en het Filipijns stekelvarken. In het Australisch parkdeel is een klein nachtdierenhuis voor enkele soorten buideldieren. Amerikaanse knaagdieren zijn in het Sonoragebouw te zien.

### Zoo Budapest
Tot 2009 bevond de nachtdierafdeling van de dierentuin van Boedapest zich in het "Kangoeroehuis". Voorheen was dit gebouw een zebrastal en vanaf 1930 werden er kangoeroes gehouden. Na een verbouwing werden hier vanaf 1991 ook nachtdieren gehouden. In de laatste jaren werden hier agouti's, nachtapen, toepaja's, Javaanse zonnedassen, Nijlroezetten, brilbladneusvleermuizen, slaapmuizen en buideldieren (kwaststaartratkangoeroe, grondkoeskoes, voskoesoe en kowari) gehouden. In 2009 werd het "Kangoeroehuis" verbouwd en ingericht voor gifslangen en Komodo-varanen. De nieuwe nachtdierafdeling kwam in het Kós-vogelhuis uit 1912, dat werd omgebouwd tot het "Ausztrálház". Het "Ausztrálház" richt zich op de fauna, natuurbescherming en cultuur van Australië en Nieuw-Guinea. Op Australia Day 2010, de officiële feestdag van Australië op 26 januari, werd het gebouw officieel geopend door de ambassadeurs van Australië en Indonesië, samen met de burgemeester van Boedapest en de dierentuindirecteur. Sinds de opening van het "Ausztrálház" heeft de dierentuin de grootste collectie Australische diersoorten van Centraal-Europa. Naast nachtactieve zoogdieren zoals mierenegels, koeskoezen, ratkangoeroes en vleerhonden worden ook vogels, reptielen en ongewervelden hier gehouden.

## Nachtdierenhuizen buiten Europa

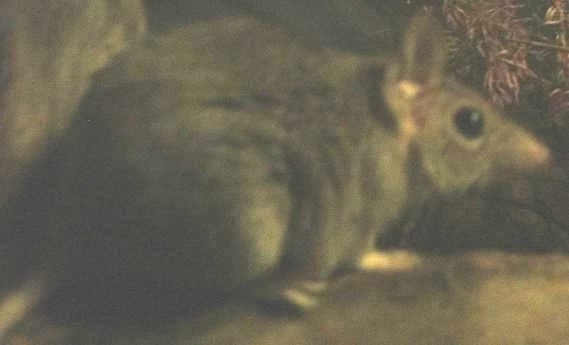
Breedvoetbuidelmuis in het Nocturnal House van Territory Wildlife Park

Ook diverse Noord-Amerikaanse dierentuinen hebben een nachtdierenhuis, evenals dierentuinen in Australië. De Night Safari in Singapore is een dierentuin die 's avonds geopend is en zich daarmee richt op dieren die actief zijn in de schemering of de avond en nacht. Met name de dieren die in het wandelgedeelte van de Night Safari te zien zijn, zijn soorten die elders in nachtdierenhuizen worden gehouden zoals vleerhonden, lori's, spookdiertjes, vliegende eekhoorns, civetkatten en kantjils.

### Australië
Aangezien een aanzienlijk deel van de unieke fauna van Australië nachtactief is, hebben de meeste grotere dierenparken een gebouw waar nachtactieve soorten zoals roofbuideldieren, buideldassen, koeskoezen, kleine kangoeroesoorten, uilnachtzwaluwen, gekko's en boomkikkers worden gehouden. Een dergelijke “Nocturnal House” bevindt zich onder meer in Taronga Zoo, Perth Zoo, Territory Wildlife Park en Alice Springs Desert Park.

### Noord-Amerika
Een van de grootste nachtdierenhuizen in Noord-Amerika was World of Darkness in Bronx Zoo. World of Darkness werd in 1969 geopend als een van de eerste nachtdierenhuizen in de wereld. Net als in alle nachtdierenhuizen had World of Darkness een omgekeerd simulatie van dag en nacht. In het gebouw werden rode lampen gebruikt voor de belichting van de dierenverblijven. Vanwege financiële problemen en daaruit voortvloeiende besparingen werd World of Darkness in 2009 gesloten. In de laatste periode dat World of Darkness geopend was, werden diverse soorten vleermuizen, zwartrugduikers, kleine katten, genetkatten, gestreepte skunks, halfapen, nachtapen, knaagdieren zoals het Afrikaans kwaststaartstekelvarken, de rotsmoko en de naakte molrat, tweevingerig luiaarden, breedsnuitkaaimanen, boa's, reuzenpadden en schorpioenen gehouden. Nachtdieren zijn echter nog steeds te zien in Bronx Zoo. In verschillende gebouwen bevinden zich gedeeltes voor nachtactieve dieren. In het Mouse House worden diverse kleine zoogdieren gehouden, in het bijzonder knaagdieren. Dit gebouw heeft ook een gedeelte voor nachtactieve dieren, waaronder Zuid-Afrikaanse galago's, gevlekte skunks en fenneks. In JungleWorld worden vleerhonden, grote kantjils en plompe lori's gehouden. In het Giraffe House zijn aardvarkens, zuidelijke witwangdwergooruilen en Maxwells duikers te zien. Kiwi's en uilnachtzwaluwen bewonen een verblijf in het Aquatic Bird House.
De Mexicaanse dierentuin Zoológico Miguel Álvarez del Toro heeft het Casa Nocturna, een nachtdierenhuis met opossums, kleine beren, skunks, bladneusvleermuizen, het negenbandgordeldier, de grote paca en het Mexicaans wolharig grijpstaartstekelvarken.